# Agassiceras
Agassiceras – rodzaj amonitów.
Żył w okresie jury (synemur).